# 克奇坎国际机场
克奇坎国际机场（英語：Ketchikan International Airport），又译 凯奇坎国际机场，是一座位於美國阿拉斯加州克奇坎門自治市鎮城市克奇坎以西1海里（2公里）处的州有公用機場。克奇坎市既没有通往外部世界、也没有通往机场的直接陆路连接。机场位于城市以西，Tongass海峡对岸的格拉維納島上，乘客需要乘7分钟的轮渡从城镇穿越水域到达机场。

## 航空公司及航点

### 客运
| 航空公司           | 目的地                                                 |
| ------------------ | ------------------------------------------------------ |
| 阿拉斯加航空       | 安克雷奇, 朱诺, 彼得斯堡, 西雅图/塔科马, Sitka, 兰格尔 |
| 达美连接航空       | 锡特卡 季节性: 西雅图/塔科马                           |
| Island Air Express | Klawock                                                |
| Promech Air        | Craig, Hollis, Klawock, Metlakatla, Thorne Bay         |

阿拉斯加航空使用波音737-400和737-800喷气机在机场运行，而达美连接航空使用CRJ-700支线喷气机执行飞往机场的航班（航班由天西航空运营）。阿拉斯加航空的航班包括波音737-400乘客/货物混装飞机执飞的航班以及全货机型波音737-400喷气机执飞的货运服务。

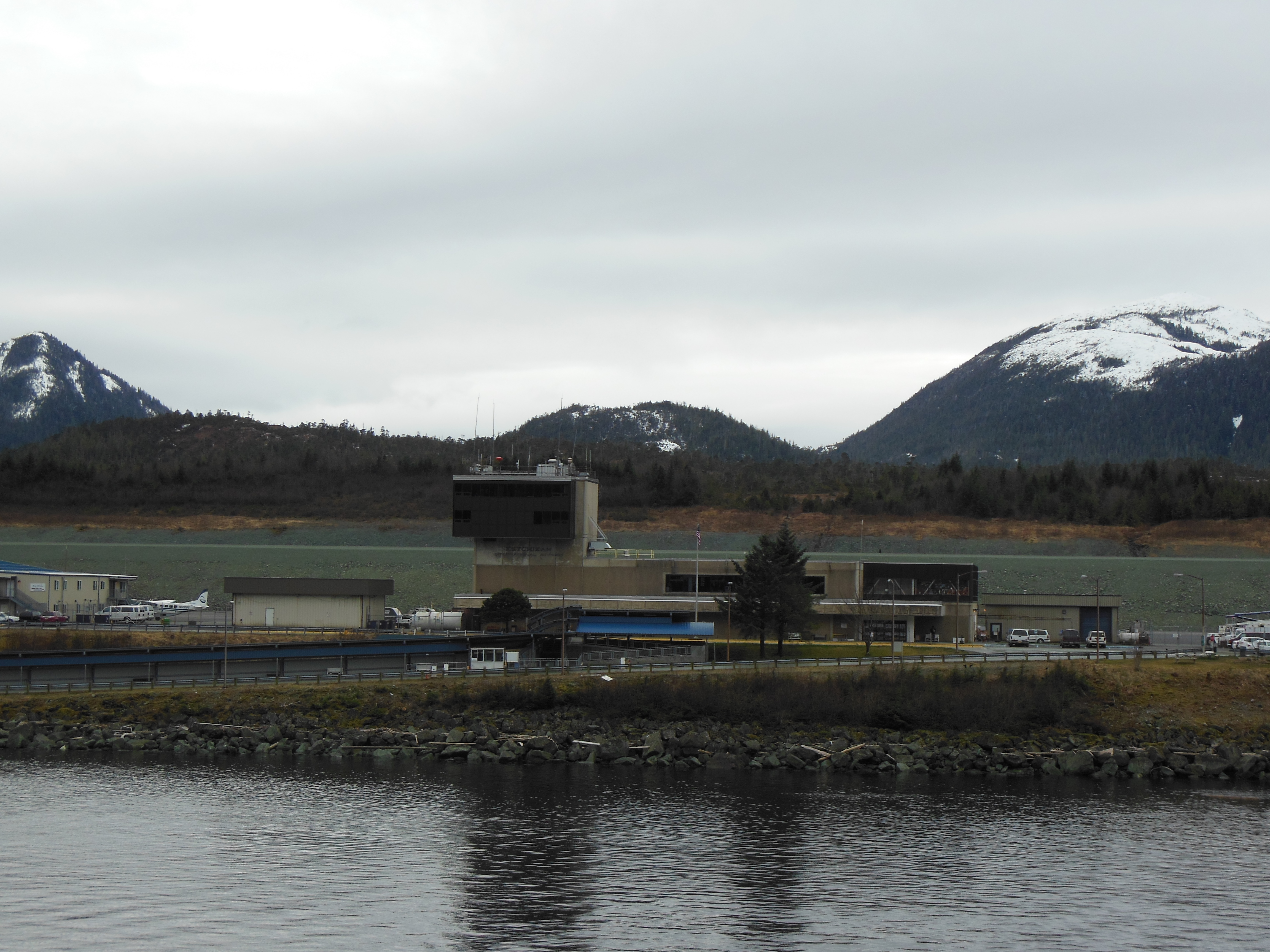
机场航站楼

## 對外聯結
- 克奇坎门自治市镇：机场页
- 美國聯邦航空局 克奇坎国际机场 机场图
- 关于此机场的资源： 
  - FAA KTN机场信息
  - AirNav PAKT机场信息
  - ASN KTN机场事故历史
  - FlightAware 机场信息及实时航班追踪
  - NOAA/NWS PAKT最新气象观测信息
  - SkyVector KTN机场航图